# Paus Innocentius VIII
Innocentius VIII, geboren als Giovanni Battista Cibo (Genua, 1432 - Rome, 25 juli 1492) werd op 29 augustus 1484 tot de 213e paus van de Rooms-Katholieke Kerk gekroond. Op zijn aanwijzingen voerde de kerk een systeem in van systematische opsporing, vervolging en berechting van mensen die niet voldeden aan bepaalde willekeurige eisen van de kerk, bekend als de heksenvervolging.
Giovanni Battista Cibo werd na een roerig studentenleven in 1467 bisschop van Savona en in 1473 kardinaal. In een turbulent Rome, waar Rodrigo Borgia (de latere Alexander VI) en Giuliano della Rovere (de latere paus Julius II) elkanders kandidatuur bestreden, wist hij zich op 29 augustus 1484 tot opvolger van paus Sixtus IV te laten kiezen, met steun van Della Rovere.
Door de slechte financiële situatie die Sixtus had nagelaten, moest hij nu eens zijn mijter, dan weer zijn tiara in pand geven bij de Romeinse bankiers. Net als zijn voorganger verkocht hij ambten aan de meestbiedenden en dat waren niet noodzakelijk de meest onbaatzuchtigen. Veel van dat geld ging naar de uitbouw van een imponerende zichtbaarheid van de kerk. Zo liet hij het Belvédère van het Vaticaan bouwen. Ook zijn streven naar machtsuitbreiding kostte geld. Hij nam deel aan de Napolitaanse Baronnenoorlog (1485-1486) en arrangeerde strategische huwelijken voor zijn kinderen en kleinkinderen. Zo kon hij zijn zoon uithuwelijken aan een dochter van Lorenzo il Magnifico, die in 1489 haar 14-jarige broertje Giovanni de' Medici door haar schoonvader tot kardinaal liet benoemen: de latere paus Leo X.
Innocentius werd gezien als onwaardig voor het ambt, met een lage ethische moraal en uiterst conservatief. Het boek van de vooraanstaand humanist Pico della Mirandola,´De dignitate hominis´, werd in 1486 veroordeeld, evenals diens project voor een wereldcongres van filosofen.
In het buitenland erkende hij Hendrik VII (de eerste Tudor) als koning van Engeland. De Ottomaanse Sultan Bajezid II wist hij tot onderhandelingen te dwingen door het laten gijzelen van diens broer Djem door een hoge miliaire functionaris van de kerk, Pierre d'Aubusson (1489).
Innocentius VIII verbond zijn naam aan een van de opvallende fenomenen van die tijd: de heksenvervolging. In 1484 had hij met zijn bul Summis desiderantes affectibus hiertoe het licht op groen gezet. De bul omschreef tot in de details hoe de schuldigen moesten worden gevonden, hoe de processen moesten worden gevoerd en welke straffen moesten worden voltrokken. Twee Dominicanen, Heinrich Institor (Kraemer) en Jakob Sprenger zagen in deze bul een vrijbrief voor hun Malleus maleficarum, de "Heksenhamer" die in 1486 verscheen. Op grond van dit werk meenden velen dat er actief naar heksen gespeurd moest worden.
Na het verschijnen in 1691 van de Betooverde wereld door Balthasar Bekker kwam er langzaam een einde aan de heksenvervolging in Europa. De Verenigde Staten zouden later volgen. 
De paus werd voortdurend geconfronteerd met een lege schatkist. Daarom creëerde hij nieuwe ambten en kende ze toe aan de hoogste bieders. De val van Granada in januari 1492, werd gevierd in het Vaticaan en Innocentius kende Ferdinand II van Aragon de titel van Katholieke Koning toe.
Een (vervalste) oorkonde beweert dat Innocentius voor zijn wijding (1467) huwde met Eleonora, dochter van Nicola Capece-Galeota uit Napels. Hij had inderdaad kinderen, maar bij een andere - nog niet geïdentificeerde - Napolitaanse vrouw. Zijn twee (andere bronnen zeggen veertien) kinderen werden voor zijn diakenwijding verwekt, voordat hij tot de geestelijke stand toetrad en nog een jongeman was. Mogelijk verwekte hij als student en jonge edelman in korte tijd nog twaalf kinderen bij andere vrouwen.
Zijn oudste zoon Franceschetto Cybo (1450-1519) huwde met een telg uit de Medici-dynastie, Innocentius was als bisschop van Savona de kerkelijke bedienaar van het huwelijk.

## Dood en legende
Op zijn sterfbed poogde men wellicht de paus te redden met wat misschien de eerste bloedtransfusie was. Donoren zouden volgens de legende drie 10-jarige herdersjongetjes zijn, die alle drie overleden, waarschijnlijk door een te groot bloedverlies. De arts zou een aanhanger van de joodse religie zijn geweest, volgens Stefano Infessura, een telg uit de rivaliserende Colonna-familiedynastie. Of hun bloed ook echt in de aders van de paus werd gebracht blijft twijfelachtig, de bronnen zijn meervoudig interpretabel. Het verhaal wordt door veel geschiedkundigen afgewezen als mythe, als een rituele moord; de Colonna's zouden Innocentius VIII als bondgenoot van een "joodse arts en kindermoordenaar" hebben willen neerzetten.
Innocentius VIII ligt begraven in de Sint-Pieter. Hij werd opgevolgd door Alexander VI.
Cursief: tegenpaus